# Козлово (Свердловский сельский округ)
Козлово — деревня в Пошехонском районе Ярославской области России. В рамках административно-территориального устройства входит в Свердловский сельский округ с центром в деревне Дубасово, в рамках муниципального устройства — в Белосельское сельское поселение.

## География
Деревня находится в северной части области, в подзоне южной тайги, к югу от автодороги 78К-0010, на расстоянии примерно 13 километров (по прямой) к юго-востоку от города Пошехонье, административного центра района.
Климат
Климат характеризуется как умеренно континентальный, с продолжительной холодной зимой и коротким умеренно тёплым летом. Среднегодовая температура воздуха — 2,9 — 3,5 °C. Годовое количество атмосферных осадков — 500—750 мм, из которых большая часть выпадает в тёплый период. Преобладающее направление ветра юго-западное.
Часовой пояс
Козлово, как и вся Ярославская область, находится в часовой зоне МСК (московское время). Смещение применяемого времени относительно UTC составляет +3:00.

## Население
| 2007 | 2010 |
| ---- | ---- |
| 0    | →0   |